# Avalon Wasteneys
Avalon Wasteneys (North York (Toronto), 31 agosto 1997) è una canottiera canadese, campionessa olimpica nell'otto a Tokyo 2020.

## Biografia
È figlia di Heather Clarke e di Tina Clarke, entrambe canottiere di caratura internazionale.
Ha rappresentato il Canada ai Giochi olimpici estivi di Tokyo 2020, dove ha vinto la medaglia d'oro nell'otto con Lisa Roman, Kasia Gruchalla-Wesierski, Christine Roper, Andrea Proske, Susanne Grainger, Madison Mailey, Sydney Payne e Kristen Kit.

## Palmarès
- Giochi olimpici estivi

Tokyo 2020: oro nell'otto;
Parigi 2024: argento nell'otto;
- Mondiali

Račice 2022: bronzo nell'otto;